# Język awestyjski

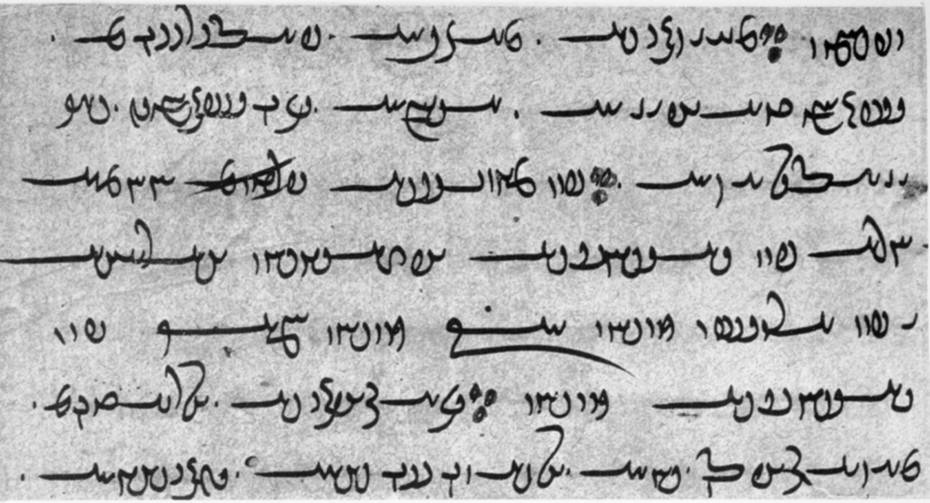
próbka tekstu napisanego w języku awestyjskim

Język awestyjski, język awestański – język klasyczny używany w starożytnej Persji, w którym został zapisany zbiór prac Zaratustry. Zbiór ten nazywany jest Awestą (od średnioperskiego ašastāg „zalecenie, nakaz”). Należy do rodziny języków indoeuropejskich i jest siostrzanym językiem klasycznego sanskrytu.
W swej obecnej postaci uformował się zasadniczo w czasach Sasanidów, najprawdopodobniej w V w. Dzisiejsza Awesta obejmuje prawdopodobnie zaledwie ułamek literatury zoroastryjczyków istniejącej wcześniej. Awesta sasanidzka została spisana w momencie, gdy język w którym powstała, był już od dawna martwy i używany jedynie przez kapłanów. Ponieważ Zaratustra żył ponad tysiąc lat przed spisaniem najstarszych tekstów Awesty, te przekazywane były najprawdopodobniej ustnie.
Ojczyzną języka awestyjskiego była Ariana Waedżah, która przynajmniej częściowo pokrywała się z Chorezmem (choć część uczonych sytuuje ją we wschodnim Iranie).
Słowo z języka awestyjskiego „satem", oznaczające „sto”, przyjęło się w dychotomii języków indoeuropejskich na języki satemowe i kentumowe (satem, kentum).
„Język awestyjski w wielu przypadkach (...) bardziej przypomina języki słowiańskie niż współczesne, żywe języki irańskie. (...) W języku awestyjskim można dopatrzeć się znacznie większej ilości rdzeni istniejących w językach słowiańskich niż w jakimkolwiek innym języku irańskim. (...) Wątpliwe jednak jest, aby awestyjski w sposób bezpośredni oddziaływał na język prasłowiański. Musiało się to dziać za pośrednictwem języka scytyjskiego bądź ewentualnie za pośrednictwem Scytów posługujących się językiem awestyjskim jako językiem zoroastryjskiej literatury sakralnej. Wpływy te widać nie tylko w sferze zapożyczeń leksykalnych, ale także w stosowaniu ewidentnych kalek językowych.”

## Dialekty
Znane dzisiaj teksty awestyjskie różnią się między sobą zarówno pod względem treściowym, jak i językowym. Wyróżnia się dwa dialekty języka awestyjskiego:
- dialekt Gāth (najstarszy)
- dialekt młodszej Awesty

## Alfabet
Awesta została spisana alfabetem utworzonym na podstawie książkowego pisma pahlawijskiego. Jednak w odróżnieniu od wielu alfabetów, używanych do zapisywania języków irańskich w okresie średnioirańskim, a wywodzących się z alfabetu aramejskiego, gdzie liczba znaków była ograniczona (alfabet pahlawi – 19 znaków), alfabet awestyjski został znacznie rozbudowany (czasem tylko za pomocą znaków diakrytycznych) i liczył 49 znaków. Tak jak we wszystkich innych alfabetach pochodzenia semickiego, alfabetem awestyjskim zapisywano od prawej strony do lewej.
Z 49 liter 14 służy do oznaczania samogłosek, a 35 spółgłosek. Nie istnieje skodyfikowana transliteracja, najczęściej stosuje się, na podstawie alfabetu łacińskiego, następującą (choć w literaturze polskiej często część oddaje się rodzimymi np. dwuznak sz zamiast š):
- samogłoski: a ā e ē ə ə̄o ō å ą i ī u ū
- spółgłoski: k g γ x xʷ č ǰ t ϑ d δ t̪ p f b w β ŋ ŋʷ ṇ ń n m y v r s z š ṣ̌ ž h ḣ